# Моштаг Ягубі
Моштаг Ягубі (Дарі: مشتاق حسین یعقوبی / фін. Moshtagh Yaghoubi; нар. 8 листопада 1994, Кабул, Афганістан) — фінський та афганський футболіст хазарейського походження, півзахисник клубу «АС Оулу» та національної збірної Афганістану.

## Клубна кар'єра

### Ранні роки
Народився 8 листопада 1994 року в Кабулі в родині хазарейців. Батько, Голам Сахі, працював торговцем, але коли Моштагу виповнилося 5 років його батька вбили на задньому дворі. У 1999 році разом з родиною емігрував до Ірану, де оселився в Тегерані. Саме в цій країні захопився футболом, разом з двоюрідними братами грав на вулицях Тегерану. У вище вказаному місці прожив 7 років, після чого родина попросила притулку в Фінляндії.

### Початок кар'єри. «Гонка»
Футболом розпочав займатися в 13-річному віці в аматорсьмкому клубі ХаПа. Потім виступав у молодіжних командах МП, ГІК та ПК-35. У 2011 році підписав перший професіональний контракт, з «Гонкою». Дебютував на проесіональному рівні 13 жовтня 2011 року в переможному (4:1) виїзному поєдинку Вейккаусліги проти КуПСа. Моштаг вийшов на поле на 83-й хвилині, замінивши Яакко Леполу. Першим голом у національному чемпіонаті відзначився 27 травня 2012 року в програному (1:2) поєдинку Вейккаусліги проти «Інтера» (Турку). В Лізі Європи дебютував за «Гонку» 18 липня 2013 року в програному (1:3) поєдинку другого кваліфікаційного раунду проти срібного призера Екстракляси 2012/13, познанського «Леха». За три сезони, проведені в «Гонці», разом з командою став володарем кубку Фінляндії 2012 року та срібним призером Вейккаусліги 2013 року.
Також відіграв один сезон у другій команді «Гонки». Відзначився 2-ма голами в 22-ох матчах. По завершення оренди повернувся до першої команди «Гонки».

### «Спартакс» (Юрмала) та «Динамо» (Москва)
27 лютого 2014 року приєднався до клубу латвійської Вірсліги «Спартакс» (Юрмала), з яким підписав 3-річний контракт. В команді отримав футболку з 7-м ігровим номером. За словами керівництва «Хонки», перехід до Латвії відбувся для того, щоб виплатити нижчу надбавку для селекціонера за Ягубі. А вже 27 лютого 2014 року відправився в оренду до представника вищого дивізіону чемпіонату Росії, московського «Динамо», з яким тренувався починаючи з першого зимового збору. За першу команду «динамівців» не грав, потрапляв лише на лаву запасних, а виступав виключно за резервну команду. Після повернення до «Спартакса» 26 жовтня 2014 року відзначився своїм першим голом у Вірслізі, в переможному (1:0) поєдинку проти ризької «Даугави».

### РоПС
5 березня 2015 року повернувся на батьківщину, де вільним агентом підписав контракт з РоПСом. Дебютував за нову команду 17 березня 2015 року в поєдинку Вейккаусліги проти «Сейняйоен Ялкапаллокерго». Першим голом за РоПС відзначився в поєдинку кубку Фінляндії проти «Інтера» (Турку). У 2015 році відігравав важливу роль в грі свого нового клубу, відзначився 4-ма голами та 5-ма результативними передачами. RoPs посів 2-ге місце в чемпіонаті, а Моса отримав нагороду «Найкращий півзахисник РоПСа» та «Найкращий півзахисник молодіжної збірної Фінляндії».
У сезоні 2015/16 років також зіграв 5 матчів за футзальну команду «Сомерон Войма».

### Повернення в «Спартакс» та оренда «Шахтар» (Караганда)
У січні 2016 року Ягубі виявив бажання підписати професіональний контракт та переїхати грати у футбол за кордон. 3 березня 2016 року повернувся в юрмальський «Спартакс». Але вже два тижні по тому відданий в 1-річну оренду карагандинському «Шахтарю». За «гірників» зіграв 11 матчів, а 17 червня 2016 року «Шахтар» розірвав орендну угоду й Моштаг повернувся до Латвії.

### ГІК (Гельсінкі)
4 листопада 2016 року ГІК оголосив про підписання Моштага Ягубі. Через травму щиколотки Моса не зміг допомогти команді у вирішальних матчу сезону, як у кубка та національному чемпіонаті. У 20 матчах забив чотири м’ячі та віддав 7 результативних передач. 16 жовтня 2018 року домовився про розірвання контракту за згодою сторін. Перебував без клубу протягом двох з половиною місяців.

### СЯК
31 січня 2019 року став гравцем клубу «Сейняйоен Ялкапаллокерго». Дебютував за нову команду в програному (1:2) виїщному поєдинку кубку Фінляндії отримав наприкінці матчу пряму червону картку. У чемпіонаті Фінляндії дебютував 6 квітня 2019 року в переможному (1:0) виїзному поєдинку 1-го туру проти новачка елітного дивізіону Фінляндії, ГІФКа. Своїм першим голом за СЯК відзначився 26 квітня 2019 року в нічийному (1:1) поєдинку проти «Ваасан Паллосеура». У сезоні 2019 року виходив на поле в 15-ти матчах. Однак ще до завершення терміну дії угоди, наприкінці вересня 2019 року Моштаг розірвав контракт.

### ГІФК
29 листопада 2019 року стало відомо, що Моштаг уклав договір з ГІФКом. Угода набере чинність з 1 січня 2020 року й діятиме до кінця 2021 року. У новій команді отримав футболку з 7-м ігровим номером. У футболці ГІФКа дебютував 26 січня 2020 року в нічийному (1:1) поєдинку кубку Фінляндії проти свого колишнього клубу, «Гонки». У сезоні 2020 року зіграв 17 матчів чемпіонату, в яких відзначився 1-м голом і трьому результативними передачами.

### АС Оулу
18 грудня 2021 року підписав 2-річний контракт з «АС Оулу». Дебютував за команду з Оулу 29 січня 2022 року в нічийному (2:2) виїзному поєдинку кубку Фінляндії проти СЯКа. Ягубі вийшов на поле в стартовому складі та відіграв увесь матч, на 67-й хвилині відзначився голом з пенальті, а на 84-й хвилині отримав жовту картку.

## Кар'єра в збірній
Виступав за юнацькі збірній Фінляндії різних вікових категорій. 8 червня 2013 року отримав виклик до команди (U-19) на матч проти Білорусі (U-19).

### Молодіжна збірна Фінляндії
У 2013 році отримав фінське громадянство. 11 червня 2013 року отримав виклик до молодіжної збірної Фінляндії на матч кваліфікації молодіжного чемпіонату Європи 2015 року проти Литви. Дебютним голом за фінську «молодіжку» відзначився 14 серпня 2013 року в переможному (5:1) поєдинку кваліфікації молодіжного чемпіонату Європи проти Уельсу.

### Національна збірна Фінляндії
Оскільки Моштаг має афганське громадянство, на міжнародному рівні він також мав право представляти Афганістан. У футболці національної збірної Фінляндії дебютував 31 жовтня 2013 року в програному (2:4) неофіційному товариському матчі проти Мексики. На офіційному рівні дебютував за Фінляндію в поєдинку кваліфікації чемпіонату світу 2018 року проти Туреччини. Моштаг вийшов на поле на 67-й хвилині, замінивши Сакарі Маттілу. Першим голом за фінську збірну відзначився 9 червня 2018 року у переможному (2:0) виїзному поєдинку проти Білорусі.

## Особисте життя
На лівій руці Моштага знаходиться татуювання з іменем його покійного батька, Голама Сахі. 

## Статистика виступів

### Клубна
Станом на 1 січня 2022
| Клуб                          | Сезон             | Ліга                    | Ліга  | Ліга | Нац. кубок | Нац. кубок | Кубок ліги | Кубок ліги | Конт. кубок | Конт. кубок | Інші  | Інші | Загалом | Загалом |
| Клуб                          | Сезон             | Дивізіон                | Матчі | Голи | Матчі      | Голи       | Матчі      | Голи       | Матчі       | Голи        | Матчі | Голи | Матчі   | Голи    |
| ----------------------------- | ----------------- | ----------------------- | ----- | ---- | ---------- | ---------- | ---------- | ---------- | ----------- | ----------- | ----- | ---- | ------- | ------- |
| «Гонка»                       | 2011              | Вейккаусліга            | 1     | 0    | 0          | 0          | 0          | 0          | -           | -           | -     | -    | 1       | 0       |
| «Гонка»                       | 2012              | Вейккаусліга            | 27    | 1    | 4          | 0          | 6          | 0          | -           | -           | -     | -    | 37      | 1       |
| «Гонка»                       | 2013              | Вейккаусліга            | 24    | 3    | 2          | 0          | 4          | 0          | 2           | 0           | -     | -    | 32      | 3       |
| «Гонка»                       | Загалом           | Загалом                 | 52    | 4    | 6          | 0          | 10         | 0          | 2           | 0           | -     | -    | 70      | 4       |
| «Паллогонка» (оренда)         | 2011              | Какконен                | 20    | 2    | -          | -          | -          | -          | -           | -           | -     | -    | 20      | 2       |
| «Паллогонка» (оренда)         | 2012              | Какконен                | 2     | 0    | -          | -          | -          | -          | -           | -           | -     | -    | 2       | 0       |
| «Паллогонка» (оренда)         | Загалом           | Загалом                 | 22    | 2    | -          | -          | -          | -          | -           | -           | -     | -    | 22      | 2       |
| «Спартакс» (Юрмала)           | 2014              | Вірсліга                | 6     | 1    | 0          | 0          | —          | —          | —           | —           | —     | —    | 6       | 1       |
| «Динамо» (Москва) (оренда)    | 2013–14           | Прем'єр-ліга Росії      | 0     | 0    | 0          | 0          | —          | —          | —           | —           | —     | —    | 0       | 0       |
| РоПС                          | 2015              | Вейккаусліга            | 30    | 4    | 1          | 1          | 2          | 0          | —           | —           | —     | —    | 33      | 5       |
| «Спартакс» (Юрмала)           | 2016              | Вірсліга                | 6     | 0    | 0          | 0          | —          | —          | 2           | 0           | —     | —    | 8       | 0       |
| «Шахтар» (Караганда) (оренда) | 2016              | Прем'єр-ліга Казахстану | 11    | 0    | 1          | 0          | —          | —          | —           | —           | —     | —    | 12      | 0       |
| ГІК                           | 2017              | Вейккаусліга            | 16    | 2    | 4          | 2          | -          | -          | 3           | 1           | -     | -    | 23      | 5       |
| ГІК                           | 2018              | Вейккаусліга            | 22    | 2    | 9          | 5          | -          | -          | 5           | 2           | -     | -    | 36      | 9       |
| ГІК                           | Загалом           | Загалом                 | 38    | 4    | 13         | 7          | -          | -          | 8           | 3           | -     | -    | 59      | 14      |
| СЯК                           | 2018              | Вейккаусліга            | 15    | 1    | 3          | 0          | —          | —          | —           | —           | —     | —    | 18      | 1       |
| ГІФК                          | 2020              | Вейккаусліга            | 17    | 1    | 1          | 0          | -          | -          | -           | -           | -     | -    | 18      | 1       |
| ГІФК                          | 2021              | Вейккаусліга            | 23    | 3    | 4          | 0          | -          | -          | -           | -           | -     | -    | 27      | 3       |
| ГІФК                          | Загалом           | Загалом                 | 40    | 4    | 5          | 0          | -          | -          | -           | -           | -     | -    | 45      | 4       |
| Усього за кар'єру             | Усього за кар'єру | Усього за кар'єру       | 220   | 20   | 29         | 8          | 12         | 0          | 12          | 3           | -     | -    | 273     | 32      |

1. 1 2 3  Матчі та голи в Лізі Європи УЄФА
2. ↑  Один матч у Лізі чемпіонів УЄФА, а також 4 матчі та 2 голи в Лізі Європи УЄФА

### У збірній

#### По роках
Станом на match played 9 June 2018
| Національна команда | Рік     | Матчі | Голи |
| ------------------- | ------- | ----- | ---- |
| Фінляндія           | 2013    | 1     | 0    |
| Фінляндія           | 2014    | 0     | 0    |
| Фінляндія           | 2015    | 0     | 0    |
| Фінляндія           | 2016    | 0     | 0    |
| Фінляндія           | 2017    | 3     | 0    |
| Фінляндія           | 2018    | 3     | 1    |
| Загалом             | Загалом | 7     | 1    |

#### Забиті м'ячі
| №. | Дата          | Місце                      | Суперник | Рахунок | Результат | Змагання         | Пос |
| -- | ------------- | -------------------------- | -------- | ------- | --------- | ---------------- | --- |
| 1  | 9 червня 2018 | Ратіна, Тампере, Фінляндія | Білорусь | 2–0     | 2–0       | Товариський матч |     |

## Досягнення
«Гонка»
- Кубок Фінляндії
  -  Володар (1): 2012

- Кубок фінської ліги
  -  Володар (1): 2011

«Спартакс» (Юрмала)
- Вірсліга
  -  Чемпіон (1): 2016

ГІК
- Вейккаусліга
  -  Чемпіон (2): 2017, 2018

- Кубок Фінляндії
  -  Володар (1): 2016/17